# Alessandro Corona
Alessandro Corona, né le 9 janvier 1972 à Ortona, est un rameur d'aviron italien. 

## Carrière
Alessandro Corona participe aux Jeux olympiques d'été de 1992 à Barcelone et remporte la médaille de bronze en quatre de couple avec Gianluca Farina, Rossano Galtarossa et Filippo Soffici.